# Kleingründlach

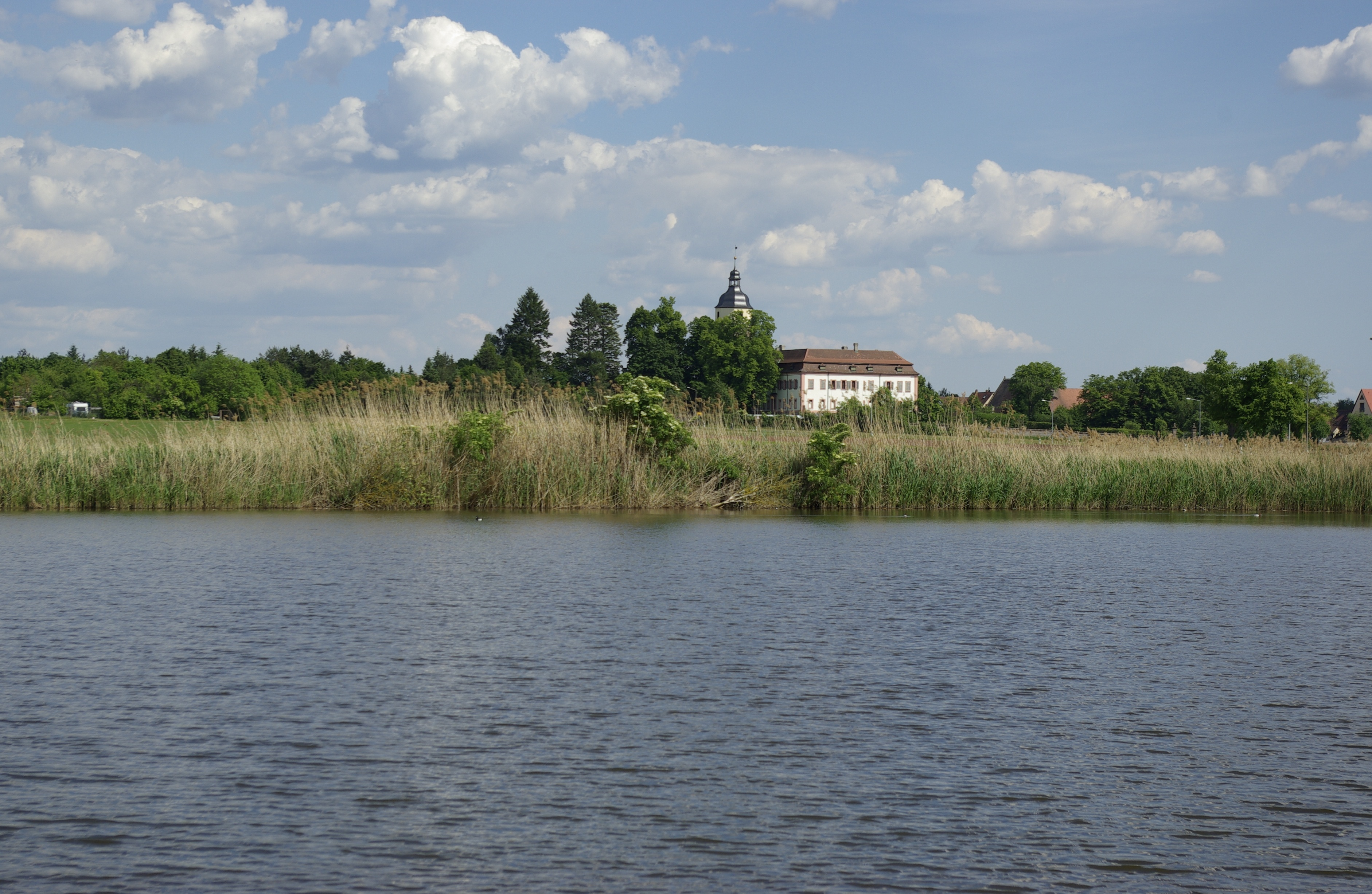
Blick vom Schwemmweiher in Kleingründlach auf das Schloss und die Kirche St. Lorenz in Großgründlach

Kleingründlach  (fränkisch: Glah-grindla) ist ein Stadtteil der kreisfreien Stadt Nürnberg und liegt nahe der Grenze zum Fürther und zum Erlanger Stadtgebiet.

## Geographie

### Lage
Das Dorf befindet sich zwischen dem Nachbarstadtteil Großgründlach und der Anschlussstelle Eltersdorf der Autobahn A 73 („Frankenschnellweg“). Die Bahnstrecke Nürnberg–Bamberg führt durch den Stadtteil und hatte dort bis 1991 einen Haltepunkt. Eine Gemeindeverbindungsstraße verläuft nach Großgründlach (1 km südöstlich) bzw. zur Kreisstraße ER 5 (0,8 km nordwestlich), die unmittelbar eine Anschlussstelle an die Bundesautobahn 73 hat. Im Nahverkehr erschließen die Stadtbuslinien 29 und 290 den Stadtteil.

### Topographie
Kleingründlach weist eine geringe Reliefenergie auf. Das Gelände fällt in nordwestliche Richtung sanft ab. Westlich des Frankenschnellwegs (BAB A73) liegt mit einer Höhe von 283 m ü. NHN der tiefste Punkt von Nürnberg und Kleingründlach.

### Naturräumliche Zuordnung
Die flache Keuperlandschaft von Kleingründlach befindet sich in der naturräumlichen Haupteinheit Fränkisches Keuper-Lias-Land und der Naturraum-Einheit Mittelfränkisches Becken. Im Arten- und Biotopschutzprogramm der Stadt Nürnberg wurden weitere naturräumliche Untereinheiten gebildet. Der Stadtteil liegt in der Naturraum-Untereinheit Knoblauchsland.

### Fließgewässer
Der Ortsname stammt vom Regnitz-Nebenfluss Gründlach, der den Ort durchfließt. An der Gründlach liegen die Mittel- und die Obermühle.

### Geologie
Der Landschaftsraum von Kleingründlach wird bestimmt durch quartäre Tallfüllungen der Gründlach und ihrer Nebengewässer. Zudem treten pleistozäne, kiesige Flussschotter hinzu. Eingebettet ist das Auesystem in die Keuperlandschaft des nördlichen Knoblauchslandes, in welcher Blasensandstein zutage tritt.
Auf den grundwasserbeeinflussten Standorten entlang der Fließgewässer haben sich Gleyeböden entwickelt. Im Bereich des Blasensandsteins kommen Braunerdeböden vor.

### Fauna und Flora

#### Teichkomplex

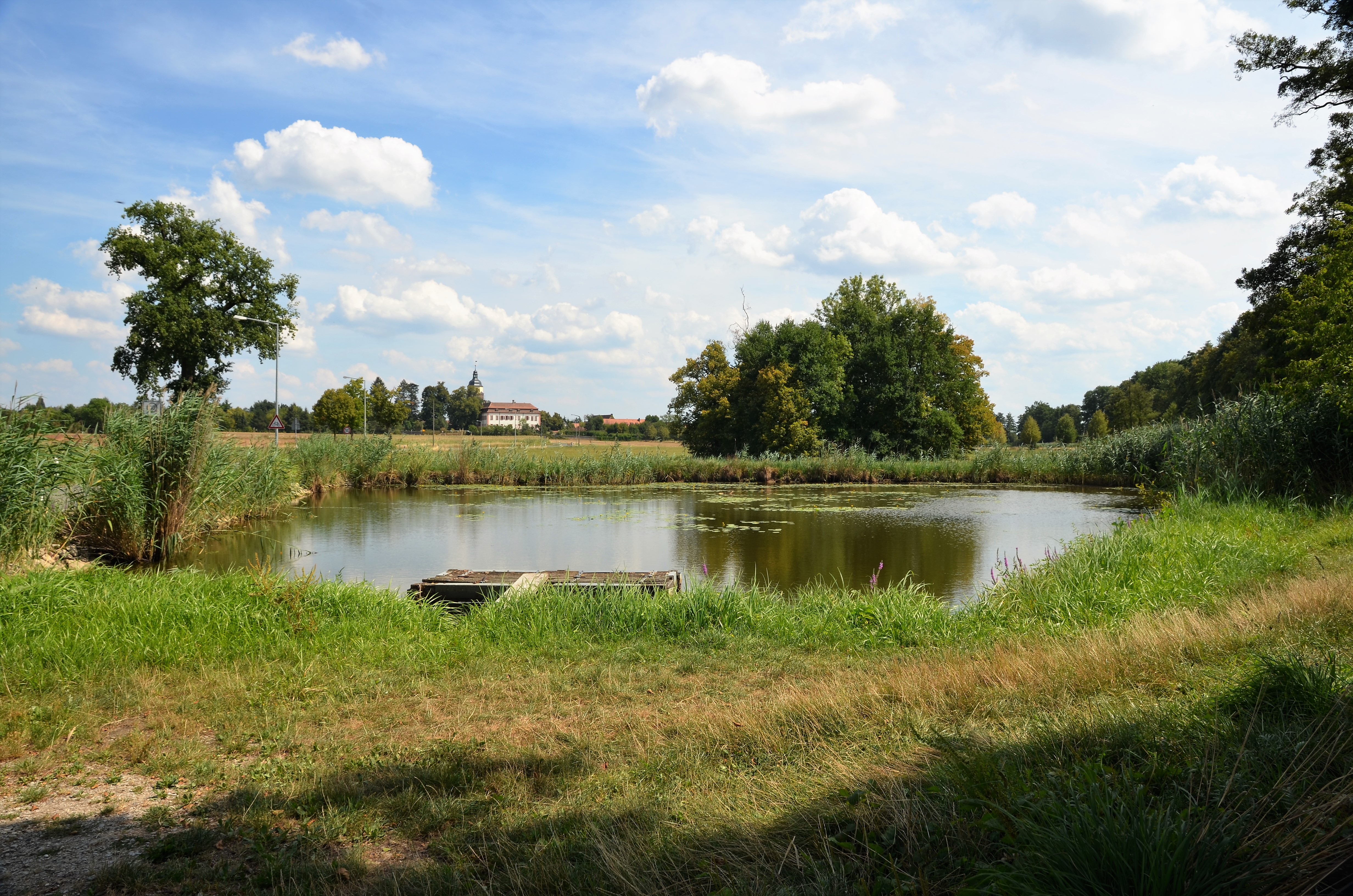
Blick über den Mühlweiher in Kleingründlach in Richtung Großgründlach

Der Teichkomplex südlich von Kleingründlach ist aus Sicht des Naturschutzes überregional bedeutsam. Der Biotopkomplex besteht aus dem Mühlweiher, dem Schwemmweiher und einigen kleineren Teichen, wobei der Mühlweiher einer der ökologisch wertvollsten kleinen Stillgewässer in Nürnberg ist. Ein ausgedehnter Röhrichtbestand am Mühlweiher bietet einigen Wasservögeln geeignete Brutplätze und ist ein wichtiges Laichgewässer für eine Reihe von Amphibienarten wie Knoblauchkröte (Pelobates fuscus), Grasfrosch (Rana temporaria) und Erdkröte (Bufo bufo-Komplex). Den Schwalben bieten die Röhrichtbestände des Weihers geeignete Schlafplätze während der Zugzeit. Der Schwemmweiher wird vom Großen Abendsegler (Nyctalus noctula), einer streng geschützten Fledermausart im Frühjahr und Herbst als Rast- und Durchzugsgebiet genutzt.

#### Nasswiesen
Kleingründlach weist bereichsweise hohe Grundwasserstände auf. Auf diesen feuchten Standorten haben sich wertvolle und überregional bedeutsame Nasswiesen entwickelt, welche Bestände der gefährdeten Sumpfschrecke (Stethophyma grossum) und der Kurzflügeligen Beißschrecke (Metrioptera brachyptera) beherbergen. Seltene Pflanzenarten wie Breitblättriges Knabenkraut (Dactylorhiza majalis), Knöllchen-Steinbrech (Saxifraga granulata) und Wasser-Kreuzkraut (Jacobaea aquatica) kommen auf den Feucht- und Nasswiesen vor.

#### Offenland

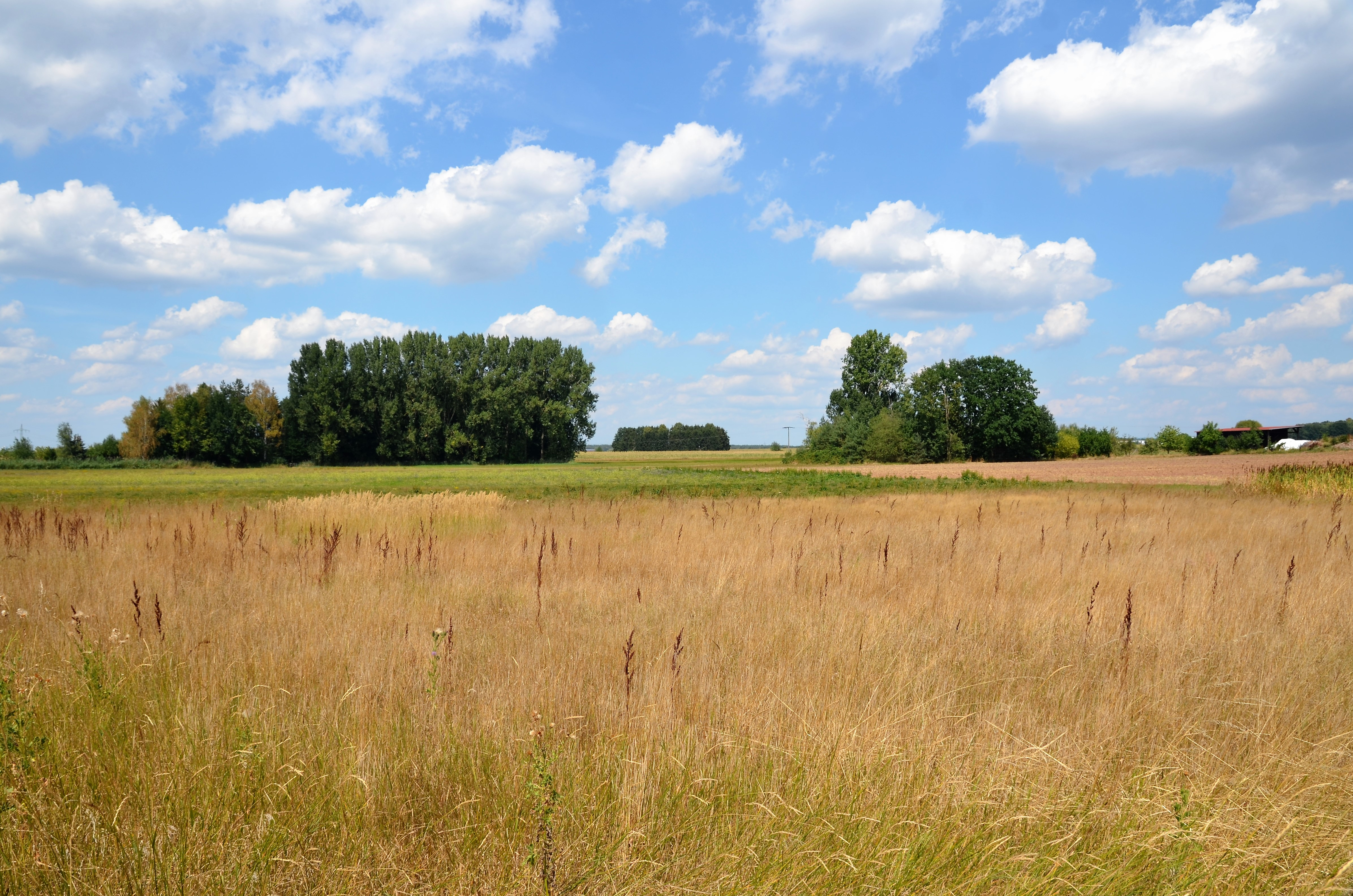
Stöckelwiesen in Kleingründlach

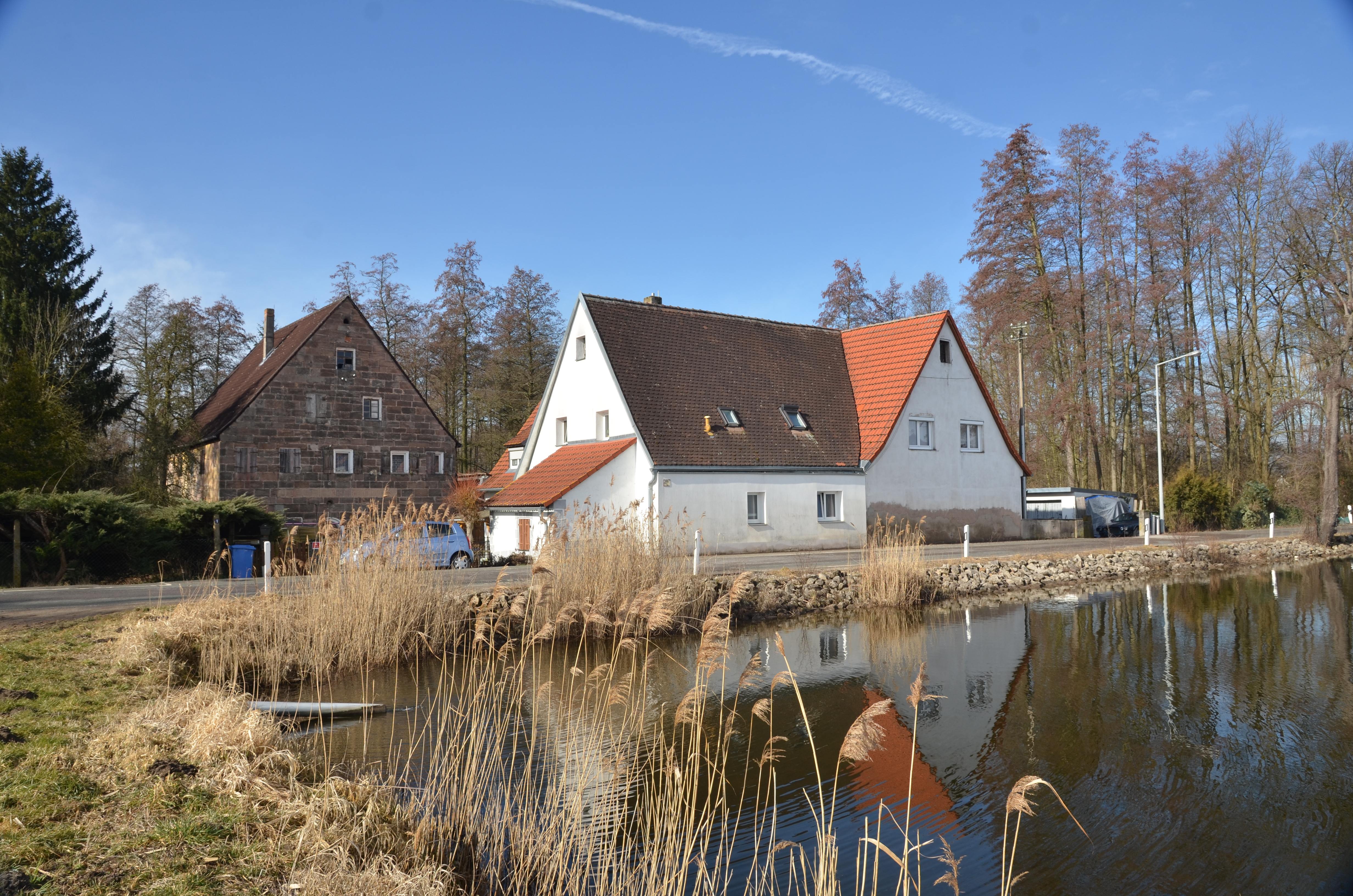
Obermühle und Mühlweiher in Kleingründlach (Sandsteinbau, linkes Gebäude)

Die kleinräumige landwirtschaftliche Nutzung der Offenlandschaften um Kleingründlach hat geeignete Lebensräume für eine Reihe von bodenbrütenden Vogelarten wie Kiebitz (Vanellus vanellus), Feldlerche (Alauda arvensis) und Rebhuhn (Perdix perdix) geschaffen.

## Geschichte
Der Ort wurde im Gültbuch des Nürnberger St. Klara-Klosters von 1316 als „klainen Grindlach“ erstmals urkundlich erwähnt. Der Ortsname leitet sich vom Gewässernamen Gründlach ab, dessen Bedeutung unklar ist.
Anfangs war der Ort ein Weiler, bestehend aus drei Höfen und der Mittelmühle.
Gegen Ende des 18. Jahrhunderts bildete Kleingründlach mit Großgründlach eine Realgemeinde. In Kleingründlach gab es 6 Anwesen. Das Hochgericht übte die Reichsstadt Nürnberg aus, was vom brandenburg-bayreuthischen Oberamt Baiersdorf bestritten wurde. Grundherren waren die Reichsstadt Nürnberg: St. Klara-Klosteramt (1 Halbhof), Spitalamt (1 Halbhof, 1 Viertelhof, 1 Hirtenhaus) und der Nürnberger Eigenherr von Kreß (1 Gut).
Von 1797 bis 1810 unterstand der Ort dem Justiz- und Kammeramt Erlangen. Im Rahmen des Gemeindeedikts wurde Kleingründlach dem 1813 gebildeten Steuerdistrikt Bruck und der im selben Jahr gegründeten Ruralgemeinde Eltersdorf zugeordnet. 1912 wurde Kleingründlach nach Großgründlach umgemeindet.
Am 1. Juli 1972 wurde Kleingründlach im Rahmen der Gebietsreform in Bayern aus dem Landkreis Fürth ausgegliedert und kam zur Stadt Nürnberg.
Südlich der Kleingründlacher Straße sind umfangreiche Überreste einer frühneuzeitlichen Straße im Zuge von Kanalbauarbeiten im Jahre 2016 gefunden worden.

### Baudenkmäler
- Kleingründlacher Str. 1: Obermühle
- Kleingründlacher Str. 11: Wohnstallhaus
- Mittelmühlweg 2: Mittelmühle

### Einwohnerentwicklung
| Jahr      | 001818 | 001840 | 001861 | 001871 | 001885 | 001900 | 001925 | 001950 | 001961 | 001970 | 001987 |
| Einwohner | 40 *   | 44 *   | 57     | 47 *   | 41 *   | 50 *   | 60     | 85     | 159    | 145    | †      |
| Häuser    | 6 *    | 6 *    |        |        | 9 *    | 10 *   | 12     | 14     | 31     |        | †      |
| Quelle    | [ 15 ] | [ 16 ] | [ 17 ] | [ 18 ] | [ 19 ] | [ 20 ] | [ 21 ] | [ 22 ] | [ 23 ] | [ 24 ] | [ 25 ] |

## Religion
Der Ort ist seit der Reformation evangelisch-lutherisch geprägt und nach St. Laurentius (Großgründlach) gepfarrt. Die Einwohner römisch-katholischer Konfession sind nach St. Hedwig (Großgründlach) gepfarrt.